# Harapan Maju
Harapan Maju is een bestuurslaag in het regentschap Langkat van de provincie Noord-Sumatra, Indonesië. Harapan Maju telt 4563 inwoners (volkstelling 2010).